# Hungarian Juniors 2013
Das Hungarian Juniors 2013 fand als bedeutendstes internationales Nachwuchsturnier von Ungarn im Badminton vom 15. bis zum 17. März 2013 in Pécs statt. Es war die siebente Auflage der Veranstaltung.

## Sieger und Platzierte
| Disziplin    | Gold                                | Silber                            | Bronze                                    |
| ------------ | ----------------------------------- | --------------------------------- | ----------------------------------------- |
| Herreneinzel | Mathias Weber Estrup                | Matej Hliničan                    | Andraž Krapež                             |
| Herreneinzel | Mathias Weber Estrup                | Matej Hliničan                    | Andriy Zinukhov                           |
| Dameneinzel  | Maja Pavlinić                       | Kaja Stanković                    | Daniella Gonda                            |
| Dameneinzel  | Maja Pavlinić                       | Kaja Stanković                    | Martina Repiská                           |
| Herrendoppel | Mathias Weber Estrup Christian Wolf | Ivan Tucaković Filip Špoljarec    | Przemysław Szydłowski Krzysztof Jakowczuk |
| Herrendoppel | Mathias Weber Estrup Christian Wolf | Ivan Tucaković Filip Špoljarec    | Žan Laznik Andraž Krapež                  |
| Damendoppel  | Maja Pavlinić Dorotea Sutara        | Lucija Vlah Katerina Galenic      | Daniella Gonda Ágnes Kőrösi               |
| Damendoppel  | Maja Pavlinić Dorotea Sutara        | Lucija Vlah Katerina Galenic      | Magda Konieczna Joanna Stanisz            |
| Mixed        | Mitja Šemrov Kaja Stanković         | Matej Hliničan Nikoleta Bálintová | Dávid Balucha Martina Repiská             |
| Mixed        | Mitja Šemrov Kaja Stanković         | Matej Hliničan Nikoleta Bálintová | Alexander Butovetstkiy Guzel Yarmeeva     |